# Teddy Paunkoski
Teddy Paunkoski, född 27 maj 1971, är en svensk programledare och artist född utanför Göteborg.
Paunkoski är programledare för radioprogrammet Teddy.  Teddy Paunkoski är också en av medlemmarna i bandet Andra generationen. Teddy Paunkoski har vunnit guldspaden för Grävande journalistik 2007 i kategorin lokal TV. År 2004 nominerades Teddy 2004 till årets nykomling för Stora Radiopriset.